# Jakob Kõrv
Jakob Kõrv (Kokola, 1849. december 3. – Bern, 1916. szeptember 6.) észt író, újságíró.

## Élete
A kodaverei plébánia iskolájába járt. 1868 és 1874 közt Alatskiviben volt tanár, ezután Tartuba költözott. Itt az Észt Agrárszövetségben (Eesti Põllumeeste Selts) dolgozott. Mihkel Veske költővel és publicistával való ismeretsége révén Kõrv maga is a társadalmi és irodalmi élet szereplőjévé vált. 1881-ben Viljandiba utazott, s a Sakala című radikális lap segédszerkesztője lett, ezután Rakverében megjelentette a Valgus című újságot. A lap szerkesztőségének székhelye 1882 és 1906 közt Tallinnban volt. A lap pénzügyi nehézségekkel küzdött, ezért Kõrv 1906-ban eladta Karl August Hermann észt publicistának.
Jakob Kõrv kora egyik legvitatottabb és legellentmondásosabb észt írója és újságírója volt. Nagy elkötelezettséggel gyűjtötte az észt mondákat, népdalokat és történeteket. Az 1880-as években közel állt Carl Robert Jakobson nacionalista észt újságíróhoz, egyik legközelebbi munkatársa volt annak 1882-ben bekövetkezett haláláig. Kõrv 1885-ig komoly befolyást gyakorolt Jakobson Sakala című lapjára is. Aktív volt az Észt Irodalmi Társaságban (Eesti Kirjameeste Selts) is.
1887-től Kõrv egyre jobban kritizálta az észt nemzeti ébredés korának mozgalmait. Különösen az 1880-as évek végétől üdvözölte az orosz cári hatóságok balti országokban és Finnországban folytatott oroszosítási kísérleteit, ugyanakkor a tízezer feletti példányszámban megjelent Valgus című lap szerkesztőjeként komoly befolyást gyakorolt az észt közvéleményre. Közeli barátságban állt a Tartui Egyetem orosz irodalomprofesszorával, Pavel Alekszandrovics Viskovatovval.  
Beadványaival és az orosz hatóságokkal való cselszövéseivel elérte, hogy 1892–1893-ban betiltsák az Észt Irodalmi Társaságot, amelynek soraiból nem sokkal korábban kizárták. Kõrv egyre gyakrabban használta fel az orosz uralkodókkal és az észtországi cári cenzúrahatóságokkal való jó kapcsolatait arra, hogy nem kívánatos versenytársait állítólagos államellenes kijelentések vádjával semlegesítse. Másrészt Kõrv erősen oroszbarát, reakciós hozzáállása mozgósította az észt értelmiséget az oroszosítás elleni erőteljes fellépésre s Észtország saját nemzeti kultúrájának megerősítésére. 
Jakob Kõrv orosz és német fordítóként is tevékenykedett. Többek között Puskin, Gogol és Herder munkáit fordította észt nyelvre.
Az anyagi nehézségekkel küzdő Valgus című újság eladása után Kõrv kivonult a közéletből, s 1912-ben Svájcba költözött. A Bern melletti Waldau-i elmeszanatóriumban és idősek otthonában hunyt el. Hamvait 1981-ben Tallinnba szállították, és a Rahumäe temetőben temették el.

## Főbb művei
- Eesti-rahva muiste-jutud ja vanad-kõned (1881)
- Veealused (1888)
- Vanapagan|Kaval Ants ja Vanapagan (1879–1886)
- Kindel eesmärk (1888)
- Wene-Eestikeelne Sõnaraamat (1889)
- Kiired kosjad (1893)
- Luigemäe Olli (1893)
- Mehe armastus (elbeszélés)
- Öö ja koit (regény)

## Fordítás
- Ez a szócikk részben vagy egészben  a   Jakob Kõrv című német Wikipédia-szócikk ezen változatának fordításán alapul.  Az eredeti cikk szerkesztőit annak laptörténete sorolja fel. Ez a jelzés csupán a megfogalmazás eredetét és a szerzői jogokat jelzi, nem szolgál a cikkben szereplő információk forrásmegjelöléseként.